# Guts World Tour
Il Guts World Tour è stato il secondo tour musicale della cantante statunitense Olivia Rodrigo, a supporto del suo secondo album in studio Guts (2023).
Si è trattato del primo tour di concerti interamente in arena per l'artista, dopo che il suo tour di debutto era stato programmato in luoghi intimi come teatri e auditorium. La scaletta comprendeva principalmente brani tratti da Guts e alcuni da Sour (2021). In linea con i temi dell'album promosso, la natura dello spettacolo si ispirava alla musica rock, in particolare ai concerti dal vivo di girl rock e riot grrrl. Una breve estensione nel 2025, annunciata come Guts World Tour: Spilled, ha fatto tappa negli stadi.
Il tour è stato accolto con recensioni molto positive dalla critica, che ha elogiato la presenza scenica della Rodrigo, la sua voce e il ritmo dello spettacolo. Ha anche riscosso un grande successo commerciale, con 1,4 milioni di spettatori e 184,6 milioni di dollari incassati in 95 spettacoli, diventando il tour con il maggiore incasso di un artista nato nel XXI secolo. Gli spettacoli dell'agosto 2024 all'Intuit Dome di Inglewood sono stati registrati per uno speciale televisivo, pubblicato il 29 ottobre 2024 su Netflix.
The Breeders, Chappell Roan, PinkPantheress, Remi Wolf, Benee, Beabadoobee, St. Vincent e Florence Road sono stati gli artisti di supporto e di apertura delle date dello show.

## Antefatti
Il secondo album in studio di Olivia Rodrigo, Guts, è stato pubblicato l'8 settembre 2023. L'album è stato annunciato e la sua copertina è stata rivelata il 26 giugno 2023, prima dell'uscita del singolo principale dell'album Vampire, e il preordine per l'album è iniziato lo stesso giorno. L'elenco delle tracce dell'album è stato anticipato il 31 luglio 2023, portando i fan alla ricerca di indizi, e il giorno successivo Rodrigo ha rivelato i titoli delle dodici tracce dell'album. Giovedì 7 settembre, ha pubblicato un trailer di Guts su YouTube, in cui sono stati rivelati i titoli delle quattro tracce bonus dell'album. Inoltre, tre singoli sono stati pubblicati per promuovere Guts nel 2023: Vampire, pubblicato il 30 giugno, Bad Idea Right?, pubblicato l'11 agosto, e Get Him Back!, pubblicato il 15 settembre.
Prima dell'annuncio ufficiale del tour, è stato anticipato tramite i social media sia da Olivia che dai luoghi in cui avrebbe dovuto esibirsi in una nuova serie di concerti. ha annunciato la prima serie di date del Guts World Tour il 13 settembre 2023, sulle sue piattaforme di social media ufficiali, con spettacoli in varie città diverse negli Stati Uniti, Canada ed Europa. È il secondo tour di concerti e il primo tour nell'arena di Rodrigo, dopo il suo Sour Tour di debutto che ha intrapreso per tutto il 2022 a sostegno del suo album di debutto in studio, Sour (2021). Il 15 settembre, Rodrigo ha annunciato altre 18 date in tutto il Nord America e in Europa. Quattro giorni dopo, furono aggiunti secondi spettacoli a Lisbona e Anversa a causa dell'elevata richiesta, così come un aggiornamento della sede per lo spettacolo di Oslo.

## Biglietti
Oltre all'annuncio del tour, è stato rivelato che inizialmente non sarebbe avvenuta una vendita al pubblico. I fan potevano registrarsi per avere la possibilità di acquistare i biglietti fino al 17 settembre 2023, alle 22:00 (UTC-5), in due modi: tramite Ticketmaster, per avere accesso alla vendita il 21 settembre 2023, o tramite Early Access di American Express, per ottenere accesso alla prevendita il 20 settembre 2023; tuttavia, l'accesso a quest'ultimo era limitato ai soli titolari di carta American Express.
Inoltre, tutte le città della tappa nordamericana del tour presentavano l'opzione Silver Star Tickets, che consisteva in un numero limitato di biglietti disponibili per 20 dollari per gli spettacoli e che potevano essere acquistati solo per due coppie per ordine di acquisto. Questo programma prevedeva che gli spettatori dei concerti con queste ammissioni sarebbero stati seduti uno accanto all'altro. Ticketmaster ha giudicato massiccia la richiesta, segnalando che ci sono ancora più fans registrati che biglietti disponibili. Alla luce di ciò, la società ha implementato nuove politiche per combattere la rivendita, come ritardi nella consegna dei biglietti acquistati fino a 72 ore prima del concerto e biglietti disponibili solo elettronicamente.

## Allestimento e produzione
Il design del palco si estende tra la folla in diagonale su due passerelle per entrambi i lati sinistro e destro, una sezione aperta dove la band rimane visibile per tutto lo spettacolo e un elemento schermo completamente digitale che comprende l'altezza e la larghezza dietro il palco. Sebbene modesta, la produzione include anche elementi come configurazioni multiple di telecamere, una piattaforma levitante a forma di quarto di luna e blocchi mobili che si alzano dalla piattaforma centrale.

### Sinossi del concerto

#### 2024
Lo spettacolo dura circa un'ora e mezza e inizia con la scritta Guts visualizzata sullo schermo del palco come candeline che si sciolgono progressivamente fino all'inizio del concerto.
Un video introduttivo in bianco e nero mostra Rodrigo che corre disperatamente attraverso il corridoio tetro di un hotel, in cui alla fine arriva in una stanza e bussa alla porta con gli anelli che appaiono sulla copertina dell'album di Guts. Lei e la sua band appaiono poi sul palco per aprire lo spettacolo con Bad Idea Right?, che precede Ballad of a Homeschooled Girl. Rodrigo poi dà il benvenuto al pubblico prima di cantare Vampire, seguito da Traitor. Rodrigo procede con le interpretazioni al pianoforte di Drivers License e Teenage Dream - durante la quale appaiono dei video di lei bambina sullo schermo - prima di passare a Pretty Isn't Pretty.
Dopo un cambio di abiti, Rodrigo esegue Love is Embarrasing, accompagnato da una routine coreografica, presenta la sua band e i suoi ballerini ed esegue Making the Bed. Successivamente, esegue Logical e Enough for You sull'elica a mezzaluna che vola sopra il pubblico. Dopo un secondo cambio di costume, è la volta di Lacy nel mezzo di un cerchio retrattile mentre i ballerini eseguono coreografie aggiuntive che circondano la struttura.
Rodrigo poi lascia il palco per eseguire Jealousy, Jealousy insieme ai suoi fan sulle barricate del locale. Al ritorno sul palco, Rodrigo suona, seduta per terra, Happier e Favorite Crime accompagnata da un membro della band alla chitarra acustica. Successivamente, esegue Deja Vu, prima di abbassare l'atmosfera del concerto durante The Grudge.
Per Brutal, Rodrigo riappare dopo un altro cambio di guardaroba, al quale segue un'esibizione di Obsessed, dove suona lei stessa la chitarra elettrica. Quindi esegue All-American Bitch, simile alla sua precedente performance al Saturday Night Live, chiedendo ai suoi fan, a metà della canzone, di urlare ad alta voce. Al termine di questa performance, abbandona il palco temporaneamente mentre le luci si abbassano.
La fase conclusiva dello show inizia con un bis e l'esecuzione di Good 4 U, mentre Rodrigo usa un megafono rosso e indossa una maglietta termoadesiva specifica per ogni appuntamento, inclusa una che fa riferimento a Just a Girl dei No Doubt. Durante Get Him Back!, che è la canzone conclusiva dello spettacolo, i coriandoli si alzano dal soffitto e gli impianti di illuminazione del palco lampeggiano pesantemente fino a spegnersi completamente.

#### 2025
Lo spettacolo in versione Spilled presenta una scaletta riadattata quasi identica che copre la maggior parte dell'album Guts, con l'eccezione di Making the Bed, Logical e The Grudge, incorporando permanentemente la traccia deluxe So American.  Il concerto inizia con una grafica che mostra Rodrigo che fa slacklining e cerca di catturare una farfalla viola davanti a uno sfondo nero prima di cadere dalla corda, solo per apparire sul palco per iniziare il concerto con Obsessed suonata alla chitarra elettrica. Dopo aver eseguito Ballad of a Homeschooled Girl e Vampire, Rodrigo dà il benvenuto al pubblico e procede a cantare Drivers License e Traitor al pianoforte. Poi ha un'altra breve chiacchierata con il pubblico come introduzione a Bad Idea Right?, che è seguita da Love Is Embarrassing accompagnato dalla sua routine coreografica. 
Pretty Isn't Pretty continua con la scaletta prima dell'esecuzione completa di Happier da parte della band. Rodrigo esegue poi Lacy al centro del cerchio retrattile mentre i ballerini eseguono la coreografia aggiuntiva con lunghi nastri di tessuto che circondano la struttura. Dopo questo, suona Enough For You con una chitarra elettrica al centro della passerella del palco, dove rimane per cantare So American. Durante un intervallo musicale, Rodrigo presenta i membri della sua band, che improvvisamente iniziano a suonare Jealousy, Jealousy; esegue il brano su un blocco di vetro trasparente dove scrive "I ♡ U" con un rossetto rosso.
Un secondo intermezzo video mostra Rodrigo che galleggia sott'acqua in mezzo a un oceano viola, trasformandosi in una nebbia color lavanda che porta a Favorite Crime. Passando a Teenage Dream, gli schermi mostrano una torta di compleanno che brucia tra le candeline, seguita da un'esibizione Deja Vu con l'ensemble di ballerini. Un terzo e ultimo intermezzo video prelude al bis, dove Rodrigo accende un anello di fuoco intorno a sé mentre le chitarriste Emily Rosenfield e Daisy Spencer suonano pesanti note di chitarra elettrica sul palco. Rodrigo riappare per cantare Brutal, All-American Bitch e Good 4 U. Lo spettacolo si conclude con Rodrigo che esegue Get Him Back! in cima a una piccola torre luminosa usando il megafono rosso, mentre i coriandoli vengono sparati dal palco e un saluto da parte di tutta la troupe

## Performance commerciale
Billboard e Pitchfork hanno scelto il Guts World Tour come uno dei tour più attesi del 2024. A marzo 2024, Pollstar ha riferito che il tour ha incassato un totale di $ 4.233.293 con una partecipazione di 27.594, da soli due spettacoli. Secondo i rapporti inviati a Pollstar, dodici spettacoli della prima tappa nordamericana hanno incassato $ 17.274.683 e venduto 174.431 biglietti, mentre i quattro spettacoli al Madison Square Garden di New York City hanno incassato un totale di $ 7,7 milioni. I primi sei spettacoli europei hanno incassato un totale di $ 8.584.559 e hanno registrato una partecipazione totale di 80.039 persone, mentre Rodrigo si è posizionato all'ottavo posto nella classifica Live 75 di Pollstar del maggio 2024 con un incasso medio di $ 1.500.592 e una partecipazione di 13.481 persone per spettacolo da cinque date stimate.
Il tour ha segnato un traguardo importante, poiché Rodrigo è diventata la più giovane artista solista donna a incassare oltre 180 milioni di dollari nel suo tour di debutto nelle arene. Ha incassato complessivamente 184,6 milioni di dollari con 1,4 milioni di biglietti venduti. 
Il 29 maggio 2025, Billboard ha rivelato che i primi spettacoli di Rodrigo negli stadi in Messico hanno generato un fatturato totale di 12,1 milioni di dollari con oltre 114.000 biglietti venduti.

## Scaletta

#### 2024
1. Bad Idea Right?
2. Ballad of a Homeschooled Girl
3. Vampire
4. Traitor
5. Drivers License
6. Teenage Dream
7. Pretty Isn't Pretty
8. Love Is Embarrassing
9. Making the Bed
10. Logical
11. Enough for You
12. Lacy
13. So American
14. Jealousy, Jealousy
15. Can't Catch Me Now
16. Happier
17. Favorite Crime
18. All I Want
19. Deja Vu
20. The Grudge
21. Brutal
22. Obsessed
23. All-American Bitch
24. Good 4 U
25. Get Him Back!

#### 2025
1. Obsessed
2. Ballad of a Homeschooled Girl
3. Vampire
4. Drivers License
5. Traitor
6. Bad Idea Right?
7. Love Is Embarrassing
8. Pretty Isn't Pretty
9. Happier
10. Lacy
11. Enough for You
12. So American
13. Jealousy, Jealousy
14. Favorite Crime
15. Teenage Dream
16. Deja Vu
17. Brutal
18. All-American Bitch
19. Good 4 U
20. Get Him Back!

## Date
| Data              | Città                | Stato         | Luogo                    | Artisti d'apertura        | Pubblico        | Incasso      |
| Nord America      | Nord America         | Nord America  | Nord America             | Nord America              | Nord America    | Nord America |
| ----------------- | -------------------- | ------------- | ------------------------ | ------------------------- | --------------- | ------------ |
| 23 febbraio 2024  | Thousand Palms       | Stati Uniti   | Acrisure Arena           | Chappell Roan             | 9.998 / 9.998   | —            |
| 24 febbraio 2024  | Phoenix              | Stati Uniti   | Footprint Center         | Chappell Roan             | 13.209 / 13.209 | —            |
| 27 febbraio 2024  | Houston              | Stati Uniti   | Toyota Center            | Chappell Roan             | 13.180 / 13.180 | —            |
| 28 febbraio 2024  | Austin               | Stati Uniti   | Moody Center             | Chappell Roan             | 12.131 / 12.131 | —            |
| 1º marzo 2024     | Dallas               | Stati Uniti   | American Airlines Center | Chappell Roan             | 14.416 / 14.416 | —            |
| 2 marzo 2024      | New Orleans          | Stati Uniti   | Smoothie King Center     | Chappell Roan             | —               | —            |
| 5 marzo 2024      | Orlando              | Stati Uniti   | Amway Center             | Chappell Roan             | —               | —            |
| 6 marzo 2024      | Miami                | Stati Uniti   | Kaseya Center            | Chappell Roan             | —               | —            |
| 8 marzo 2024      | Charlotte            | Stati Uniti   | Spectrum Center          | Chappell Roan             | —               | —            |
| 9 marzo 2024      | Nashville            | Stati Uniti   | Bridgestone Arena        | Chappell Roan             | —               | —            |
| 12 marzo 2024     | St. Louis            | Stati Uniti   | Enterprise Center        | Chappell Roan             | —               | —            |
| 13 marzo 2024     | Omaha                | Stati Uniti   | CHI Health Center        | Chappell Roan             | —               | —            |
| 15 marzo 2024     | Saint Paul           | Stati Uniti   | Xcel Energy Center       | Chappell Roan             | —               | —            |
| 16 marzo 2024     | Milwaukee            | Stati Uniti   | Fiserv Forum             | Chappell Roan             | —               | —            |
| 19 marzo 2024     | Chicago              | Stati Uniti   | United Center            | Chappell Roan             | —               | —            |
| 20 marzo 2024     | Chicago              | Stati Uniti   | United Center            | Chappell Roan             | —               | —            |
| 22 marzo 2024     | Columbus             | Stati Uniti   | Nationwide Arena         | Chappell Roan             | —               | —            |
| 23 marzo 2024     | Detroit              | Stati Uniti   | Little Caesars Arena     | Chappell Roan             | —               | —            |
| 26 marzo 2024     | Montréal             | Canada        | Bell Centre              | Chappell Roan             | —               | —            |
| 27 marzo 2024     | Montréal             | Canada        | Bell Centre              | Chappell Roan             | —               | —            |
| 29 marzo 2024     | Toronto              | Canada        | Scotiabank Arena         | Chappell Roan             | —               | —            |
| 30 marzo 2024     | Toronto              | Canada        | Scotiabank Arena         | Chappell Roan             | —               | —            |
| 1º aprile 2024    | Boston               | Stati Uniti   | TD Garden                | Chappell Roan             | —               | —            |
| 2 aprile 2024     | Boston               | Stati Uniti   | TD Garden                | Chappell Roan             | —               | —            |
| 5 aprile 2024     | New York             | Stati Uniti   | Madison Square Garden    | The Breeders              | 57.943 / 57.943 | —            |
| 6 aprile 2024     | New York             | Stati Uniti   | Madison Square Garden    | The Breeders              | 57.943 / 57.943 | —            |
| 8 aprile 2024     | New York             | Stati Uniti   | Madison Square Garden    | The Breeders              | 57.943 / 57.943 | —            |
| 9 aprile 2024     | New York             | Stati Uniti   | Madison Square Garden    | The Breeders              | 57.943 / 57.943 | —            |
| Europa            |                      |               |                          |                           |                 |              |
| 30 aprile 2024    | Dublino              | Irlanda       | 3Arena                   | Remi Wolf                 | —               | —            |
| 1º maggio 2024    | Dublino              | Irlanda       | 3Arena                   | Remi Wolf                 | —               | —            |
| 7 maggio 2024     | Glasgow              | Regno Unito   | OVO Hydro                | Remi Wolf                 | —               | —            |
| 8 maggio 2024     | Glasgow              | Regno Unito   | OVO Hydro                | Remi Wolf                 | —               | —            |
| 10 maggio 2024    | Birmingham           | Regno Unito   | Utilita Arena Birmingham | Remi Wolf                 | —               | —            |
| 11 maggio 2024    | Birmingham           | Regno Unito   | Utilita Arena Birmingham | Remi Wolf                 | —               | —            |
| 14 maggio 2024    | Londra               | Regno Unito   | The O2 Arena             | Remi Wolf                 | 75.470 / 75.470 | —            |
| 15 maggio 2024    | Londra               | Regno Unito   | The O2 Arena             | Remi Wolf                 | 75.470 / 75.470 | —            |
| 17 maggio 2024    | Londra               | Regno Unito   | The O2 Arena             | Remi Wolf                 | 75.470 / 75.470 | —            |
| 18 maggio 2024    | Londra               | Regno Unito   | The O2 Arena             | Remi Wolf                 | 75.470 / 75.470 | —            |
| 21 maggio 2024    | Anversa              | Belgio        | Sportpaleis              | Remi Wolf                 | —               | —            |
| 22 maggio 2024    | Anversa              | Belgio        | Sportpaleis              | Remi Wolf                 | —               | —            |
| 24 maggio 2024    | Amsterdam            | Paesi Bassi   | Ziggo Dome               | Remi Wolf                 | —               | —            |
| 25 maggio 2024    | Amsterdam            | Paesi Bassi   | Ziggo Dome               | Remi Wolf                 | —               | —            |
| 28 maggio 2024    | Fornebu              | Norvegia      | Telenor Arena            | Remi Wolf                 | —               | —            |
| 30 maggio 2024    | Copenaghen           | Danimarca     | Royal Arena              | Remi Wolf                 | —               | —            |
| 1º giugno 2024    | Berlino              | Germania      | Uber Arena               | Remi Wolf                 | —               | —            |
| 4 giugno 2024     | Amburgo              | Germania      | Barclays Arena           | Remi Wolf                 | —               | —            |
| 5 giugno 2024     | Francoforte sul Meno | Germania      | Festhalle                | Remi Wolf                 | —               | —            |
| 7 giugno 2024     | Monaco di Baviera    | Germania      | Olympiahalle             | Remi Wolf                 | —               | —            |
| 9 giugno 2024     | Casalecchio di Reno  | Italia        | Unipol Arena             | Remi Wolf                 | 13.086 / 13.086 | —            |
| 11 giugno 2024    | Zurigo               | Svizzera      | Hallenstadion            | Remi Wolf                 | —               | —            |
| 12 giugno 2024    | Colonia              | Germania      | Lanxess Arena            | Remi Wolf                 | —               | —            |
| 14 giugno 2024    | Parigi               | Francia       | Accor Arena              | Remi Wolf                 | —               | —            |
| 15 giugno 2024    | Parigi               | Francia       | Accor Arena              | Remi Wolf                 | —               | —            |
| 18 giugno 2024    | Barcellona           | Spagna        | Palau Sant Jordi         | Remi Wolf                 | —               | —            |
| 20 giugno 2024    | Madrid               | Spagna        | WiZink Center            | Remi Wolf                 | —               | —            |
| 22 giugno 2024    | Lisbona              | Portogallo    | Altice Arena             | Remi Wolf                 | —               | —            |
| 23 giugno 2024    | Lisbona              | Portogallo    | Altice Arena             | Remi Wolf                 | —               | —            |
| Nord America      |                      |               |                          |                           |                 |              |
| 19 luglio 2024    | Filadelfia           | Stati Uniti   | Wells Fargo Center       | PinkPantheress            | —               | —            |
| 20 luglio 2024    | Washington           | Stati Uniti   | Capital One Arena        | PinkPantheress            | —               | —            |
| 23 luglio 2024    | Atlanta              | Stati Uniti   | State Farm Arena         | PinkPantheress            | —               | —            |
| 24 luglio 2024    | Lexington            | Stati Uniti   | Rupp Arena               | PinkPantheress            | —               | —            |
| 26 luglio 2024    | Kansas City          | Stati Uniti   | T-Mobile Center          | PinkPantheress            | —               | —            |
| 27 luglio 2024    | Oklahoma City        | Stati Uniti   | Paycom Center            | N.D.                      | —               | —            |
| 30 luglio 2024    | Denver               | Stati Uniti   | Ball Arena               | PinkPantheress            | —               | —            |
| 31 luglio 2024    | Salt Lake City       | Stati Uniti   | Delta Center             | N.D.                      | —               | —            |
| 2 agosto 2024     | San Francisco        | Stati Uniti   | Chase Center             | N.D.                      | —               | —            |
| 3 agosto 2024     | San Francisco        | Stati Uniti   | Chase Center             | N.D.                      | —               | —            |
| 6 agosto 2024     | Seattle              | Stati Uniti   | Climate Pledge Arena     | N.D.                      | —               | —            |
| 7 agosto 2024     | Seattle              | Stati Uniti   | Climate Pledge Arena     | N.D.                      | —               | —            |
| 9 agosto 2024     | Vancouver            | Canada        | Rogers Arena             | N.D.                      | —               | —            |
| 10 agosto 2024    | Portland             | Stati Uniti   | Moda Center              | N.D.                      | —               | —            |
| 13 agosto 2024    | Inglewood            | Stati Uniti   | Kia Forum                | The Breeders              | —               | —            |
| 14 agosto 2024    | Inglewood            | Stati Uniti   | Kia Forum                | The Breeders              | —               | —            |
| 16 agosto 2024    | Inglewood            | Stati Uniti   | Kia Forum                | The Breeders              | —               | —            |
| 17 agosto 2024    | Inglewood            | Stati Uniti   | Kia Forum                | The Breeders              | —               | —            |
| 20 agosto 2024    | Inglewood            | Stati Uniti   | Intuit Dome              | The Breeders              | —               | —            |
| 21 agosto 2024    | Inglewood            | Stati Uniti   | Intuit Dome              | The Breeders              | —               | —            |
| Asia              |                      |               |                          |                           |                 |              |
| 15 settembre 2024 | Bangkok              | Thailandia    | Impact Arena             | N.D.                      | —               | —            |
| 16 settembre 2024 | Bangkok              | Thailandia    | Impact Arena             | N.D.                      | —               | —            |
| 20 settembre 2024 | Seoul                | Corea del Sud | Jamsil Arena             | N.D.                      | —               | —            |
| 21 settembre 2024 | Seoul                | Corea del Sud | Jamsil Arena             | N.D.                      | —               | —            |
| 24 settembre 2024 | Hong Kong            | Hong Kong     | AsiaWorld–Arena          | N.D.                      | —               | —            |
| 27 settembre 2024 | Tokyo                | Giappone      | Ariake Arena             | N.D.                      | —               | —            |
| 28 settembre 2024 | Tokyo                | Giappone      | Ariake Arena             | N.D.                      | —               | —            |
| 1º ottobre 2024   | Singapore            | Singapore     | Singapore Indoor Stadium | N.D.                      | —               | —            |
| 2 ottobre 2024    | Singapore            | Singapore     | Singapore Indoor Stadium | N.D.                      | —               | —            |
| 5 ottobre 2024    | Bocaue               | Filippine     | Philippine Arena         | N.D.                      | 48.829 / 48.829 | —            |
| Oceania           |                      |               |                          |                           |                 |              |
| 9 ottobre 2024    | Melbourne            | Australia     | Rod Laver Arena          | Benee                     | —               | —            |
| 10 ottobre 2024   | Melbourne            | Australia     | Rod Laver Arena          | Benee                     | —               | —            |
| 13 ottobre 2024   | Melbourne            | Australia     | Rod Laver Arena          | Benee                     | —               | —            |
| 14 ottobre 2024   | Melbourne            | Australia     | Rod Laver Arena          | Benee                     | —               | —            |
| 17 ottobre 2024   | Sydney               | Australia     | Qudos Bank Arena         | Benee                     | —               | —            |
| 18 ottobre 2024   | Sydney               | Australia     | Qudos Bank Arena         | Benee                     | —               | —            |
| 21 ottobre 2024   | Sydney               | Australia     | Qudos Bank Arena         | Benee                     | —               | —            |
| 22 ottobre 2024   | Sydney               | Australia     | Qudos Bank Arena         | Benee                     | —               | —            |
| America Latina    |                      |               |                          |                           |                 |              |
| 26 marzo 2025     | Curitiba             | Brasile       | Estádio Couto Pereira    | St. Vincent               | N.D.            | N.D.         |
| 2 aprile 2025     | Città del Messico    | Messico       | Estadio GNP Seguros      | St. Vincent               | N.D.            | N.D.         |
| 3 aprile 2025     | Città del Messico    | Messico       | Estadio GNP Seguros      | St. Vincent               | N.D.            | N.D.         |
| Europa            |                      |               |                          |                           |                 |              |
| 24 giugno 2025    | Dublino              | Irlanda       | Marlay Park              | Beabadoobee Florence Road | N.D.            | N.D.         |
| 30 giugno 2025    | Manchester           | Regno Unito   | Co-op Live               | N.D.                      | N.D.            | N.D.         |
| 1º luglio 2025    | Manchester           | Regno Unito   | Co-op Live               | N.D.                      | N.D.            | N.D.         |
| Totale            | Totale               | Totale        | Totale                   | Totale                    | —               | —            |